# サンフォード (メイン州)
サンフォード（英: Sanford）は、アメリカ合衆国メイン州のヨーク郡にある都市。人口は2万1982人（2020年）。ムーサム川沿いに位置し、市内にはスプリングベールの村を含んでいる。森林地帯には多くの湖があり、キャンプを楽しむ人が多い。サンフォードはポートランド都市圏に属している。
2012年11月6日、サンフォードの有権者はサンフォードを市として再度法人化する新憲章を承認し、それまでのタウンミーティング方式から、市政委員会・市長・強いマネジャー方式の市政府に置き換え、他にも修正を行った。新憲章は2013年1月1日に有効となった。この新憲章では初代市長が市政委員会の7人の中から互選され、任期1年間を務めることになっていた。2013年1月8日、モーラ・A・ハーリハイが初代市長に指名された。
2014年市全体を選挙区に選ばれる市長が就任し、最初の3年任期を務めることになっていた。2013年11月5日、トマス・コートが市長に選出された。
2016年から市長の座は市政委員の選挙サイクルに合わせ2年毎に全市を選挙区に改選されることになっている。

## 歴史
サンフォードとなった地域は、ウィリアム・フィリップス少佐が、アベナキ族インディアンの酋長フルーリンから1613年に購入した土地の一部だった。フィリップスはソコーに製粉所を持っていた。町は当初フィリップスタウンと呼ばれ、1696年にはフィリップス夫人が元夫の息子ペレグ・サンフォードに遺贈した。しかし、フレンチ・インディアン戦争の間の敵対関係のために開拓は遅れた。1724年、ケネベック川沿いのインディアンの砦ノリッジウォックが、マサチューセッツ植民地民兵隊によって破壊された。その結果、この地域の危険性が無くなり、1739年に最初の入植が行われた。1768年には町として法人化され、ペレグ・サンフォードから町名が採られた。1794年までアルフレッドが町の北側パリッシュ（小教区）だった。
ムーサム川が工業のために水力を提供した。1745年マーケット・モリソン大尉がスプリングベールの上流に製材所を建設した。南北戦争の後、サンフォードは繊維産業の中心に発展し、ポートランド・アンド・ロチェスター鉄道によって市場と直結された。工場はスプリングベールとサンフォード双方のビレッジに建設された。製品は綿製品と毛織製品、絨毯、靴、木材があった。
1867年、イギリス生まれのトマス・グッドールがサンフォードでグッドール・ミルズを設立した。これは馬に合うように成形した毛織毛布を製造していたニューハンプシャー州トロイの工場を1865年に売却した後のことだった。その工場はムーサム川の傍にあり、当初は4輪馬車のローブと毛布を製造した。その後鉄道の張物をした座席のためにモヘヤ・フラシ天、絨毯、カーテン生地、自動車用布、軍服用布さらに夏服用パームビーチ布の製造に拡大した。

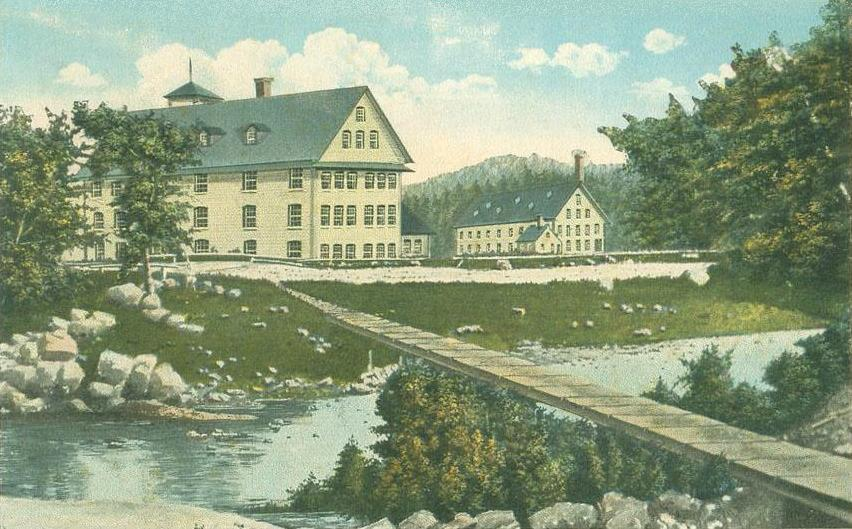
グッドール・ミルズ、1867年

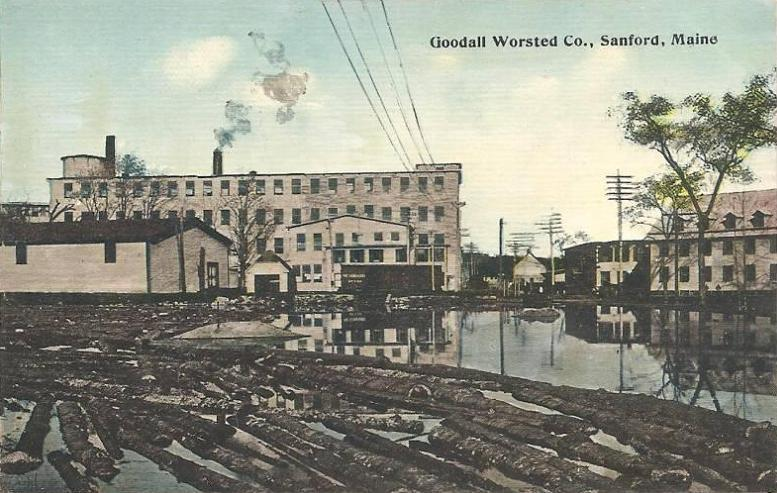
グッドール・ミルズ、1912年頃

この会社の繊維は鮮やかで色が褪せないと評判であり、世界中から求められた。1880年から1910年、この工場町の人口は2,700人から9,000人以上に膨れ上がり、会社が建てて労働者に費用分で売却した家に住む者もいた。1914年グッドール家が784席の屋根付きスタジアム、グッドール・パークを建設し、これが現在は貴重な歴史的場所になっている。グッドール家は図書館、町役場、病院、空港、ゴルフクラブの建設にも貢献した。1917年にはトマス・グッドールの記念に青銅製銅像がサンフォード市民によって建立された。グッドールの彫像はセントラルパークにある。
1954年、当時は国内最大の繊維会社だったバーリントン・ミルズがサンフォード・ミルズを買収した。バーリントンは織機を南部の工場に移転させた後、サンフォード・ミルズを閉鎖し、3,600人の首を切り、 2,000,000 平方フィート (190,000 m2) の工場を空き家にした。地元事業家が北東部に旅して、新しい雇用主の誘致を始めた。雑誌「ライフ」はサンフォードのことを「死ぬことを拒んだ町」と呼んだ。現在は産業も多様化し、飛行機部品の製造も始めている。連邦政府が1960年代に都市再開発のために資金を提供し、老朽化あるいは荒廃した地区のリハビリを進めたときに、サンフォードの30以上の建物が壊された。スプリングベールでは4つの角の3つまでは平地になった。それでも町の繁栄していた工場町時代の素晴らしい建物が生き残っている。
サンフォードではメイン州法曹協会への入会を認められた3人目の女性、ベル・アシュトン・リービットが生まれた。リービットが法廷弁護士として認められたのは1900年だった。リービットは義兄弟でありメイン州議会議員でもあるフレッド・J・アレン（ベルの妹であるアイダ・リービットの夫）と共同経営を行った。
1984年、12歳のガイセル・コートが、当時18歳のスコット・ウォーターハウスに殺され、町は全国の注目を集めた。この事件にはサタニズム（悪魔主義）という噂があり、ウォーターハウスの個人的持ち物はオカルト的性格があると考えられた。その中には『悪魔の聖書』や悪魔の絵や詩が書かれたノートがあった。この騒動は幾つかのタブロイド紙で取り上げられ、少なくとも1つの見出しは「テロの町!」となっていた。
2009年11月、2歳のヘイリー・トレイナムがその父に誘拐されたときに、初めてアンバー警報システム（誘拐事件の速報システム）が使われたことで、再度全国の注目を集めた。
2003年、サウスサンフォードに6億5,000万ドルのカジノを建設する提案がメイン州の有権者によって拒否された。362エーカー (1.46 km2) の開発地は、表面上ペノブスコット族とパサマクォディ族インディアンが所有しており、4,000台のスロットマシン、180台のゲームテーブル、ホテル1軒、6万平方フィート (5,600 m2) の会議場、18ホールのゴルフコースができる予定だった。提案者はそれで4,700人の恒久的職を確保し、収益の25%は州に収まるとも言っていた。反対者は犯罪率の増加、交通事情の悪化、メイン州の生活の質の浸食を予測していた。

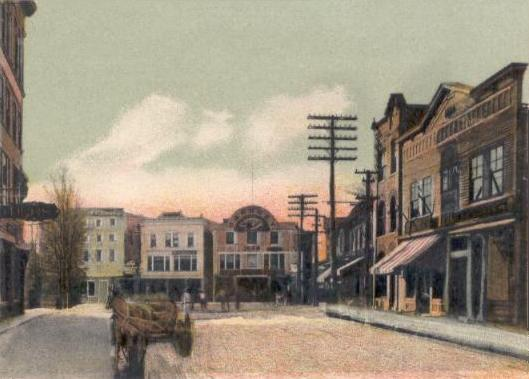
セントラル・スクエア、1905年頃
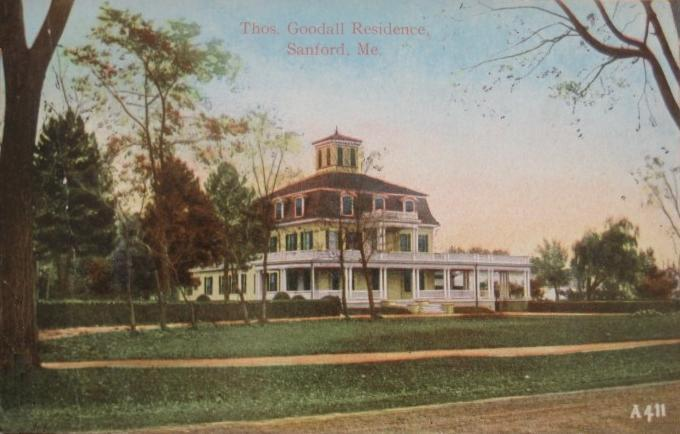
グッドール邸宅、1910年
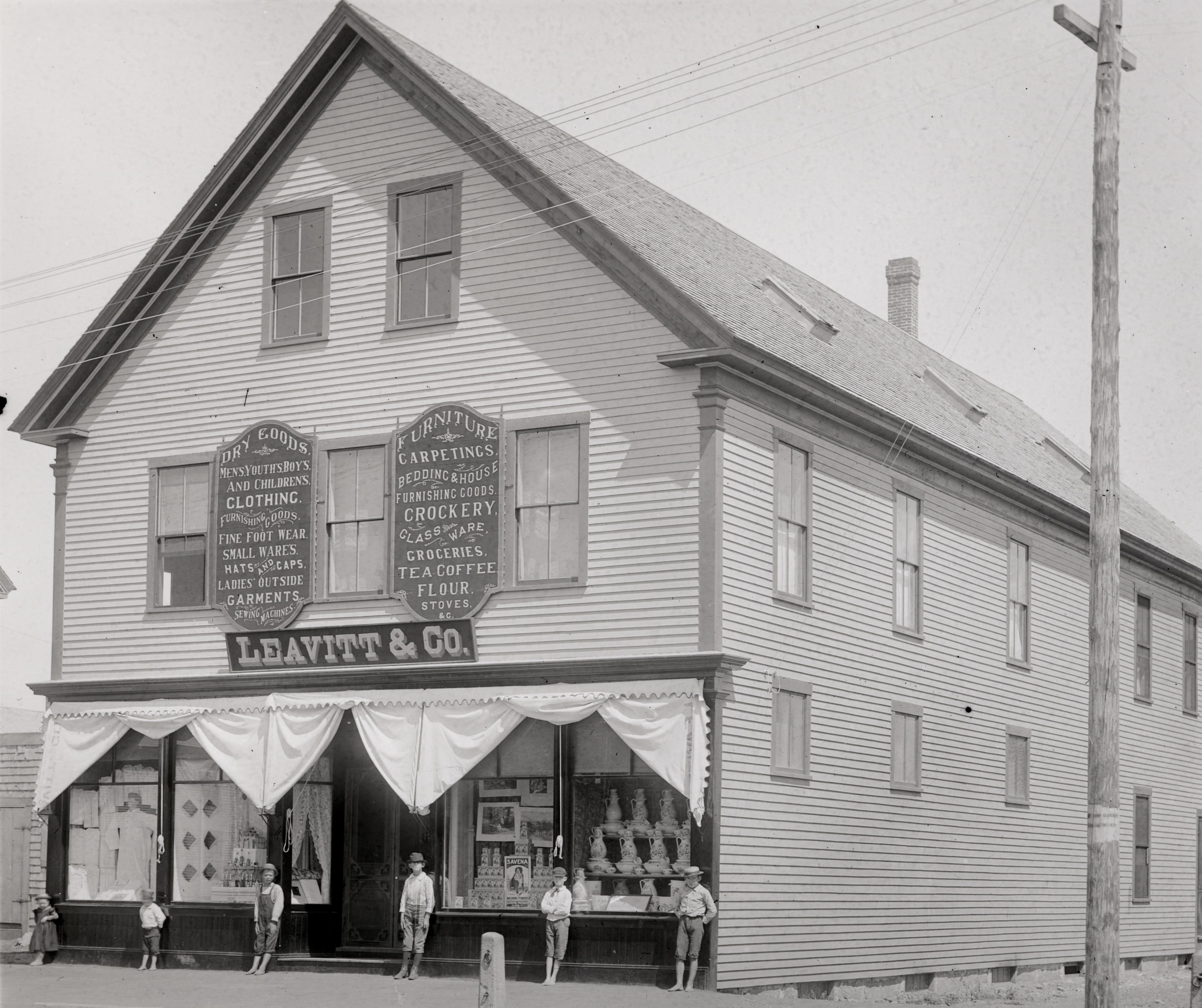
リービット・アンド・カンパニー、1892年

## 地理
サンフォード市は北緯43度26分23秒 西経70度46分23秒 / 北緯43.43972度 西経70.77306度 (43.439925, -70.773304)に位置している。
アメリカ合衆国国勢調査局に拠れば、市域全面積は48.75平方マイル (126.26 km2)であり、このうち陸地47.78平方マイル (123.75 km2)、水域は0.97平方マイル (2.51 km2)で水域率は2.03%である。丘陵部が近く、ムーサム川が流れている。
サンフォードの北西はシャプリーとアクトン、北東はアルフレッド、南東はケネバンクとウェルズ、南にノースバーウィック、西にレバノンの各町と接している。

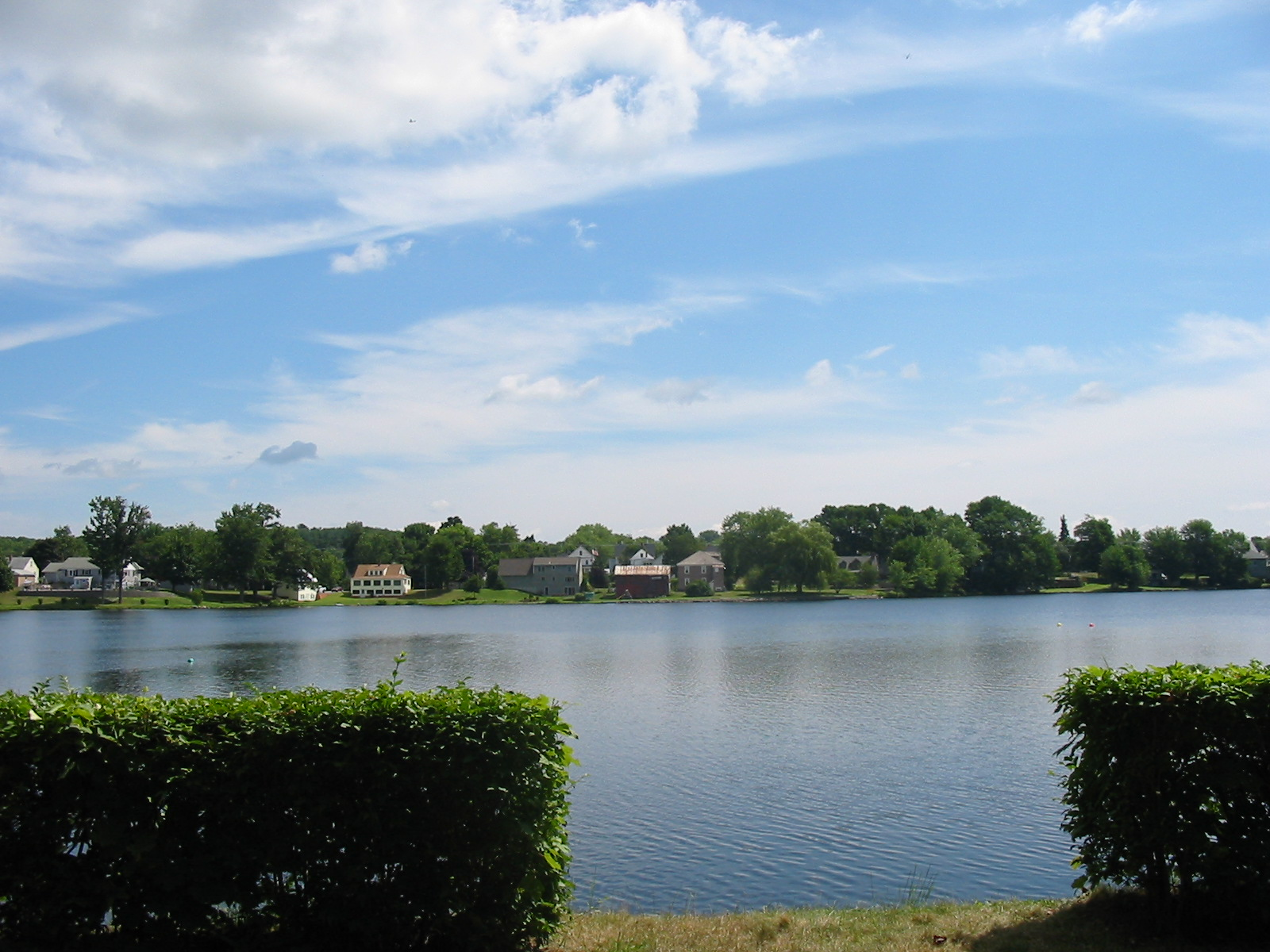
ナンバーワン池
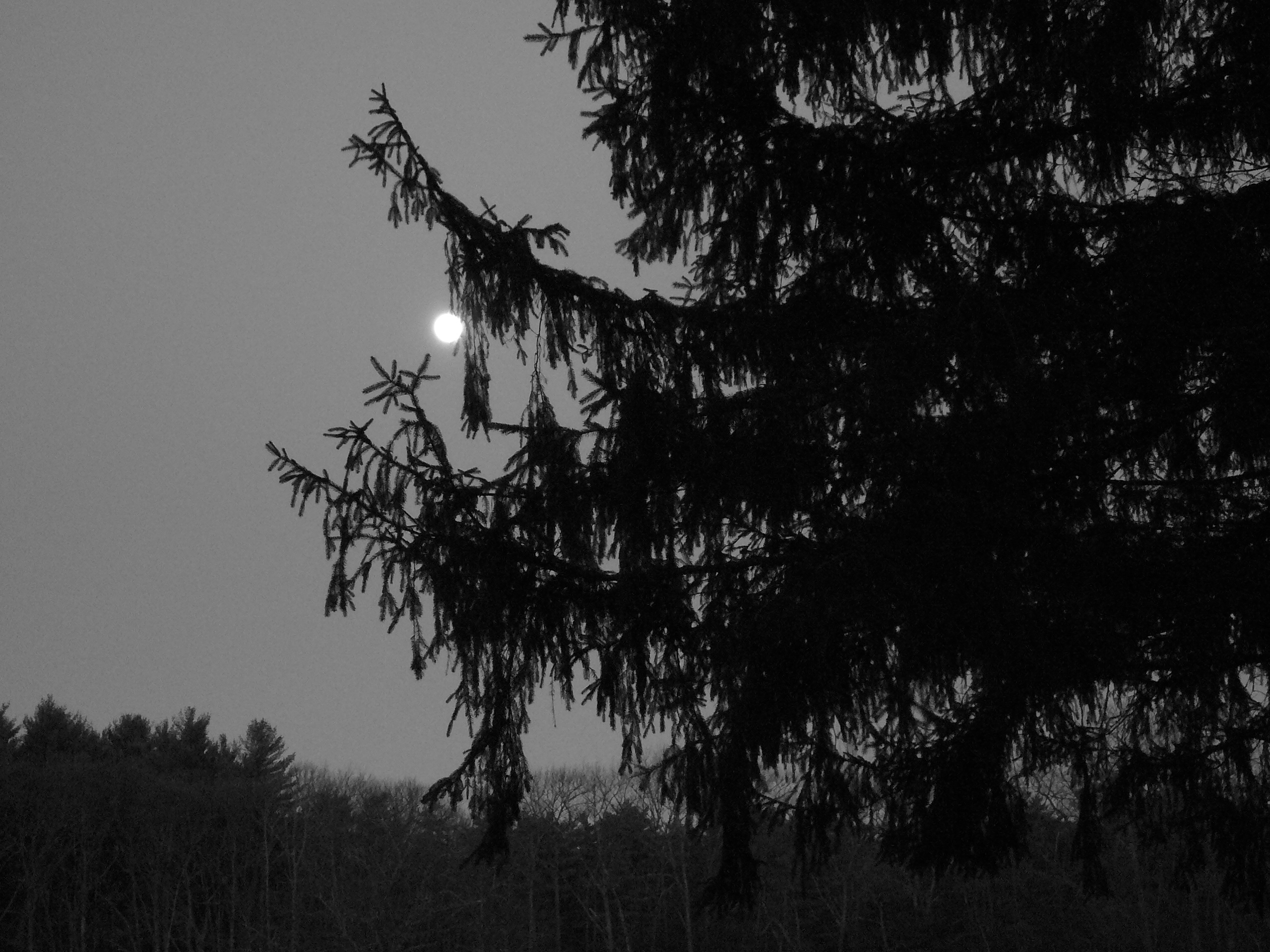
ゴーウェン公園の月
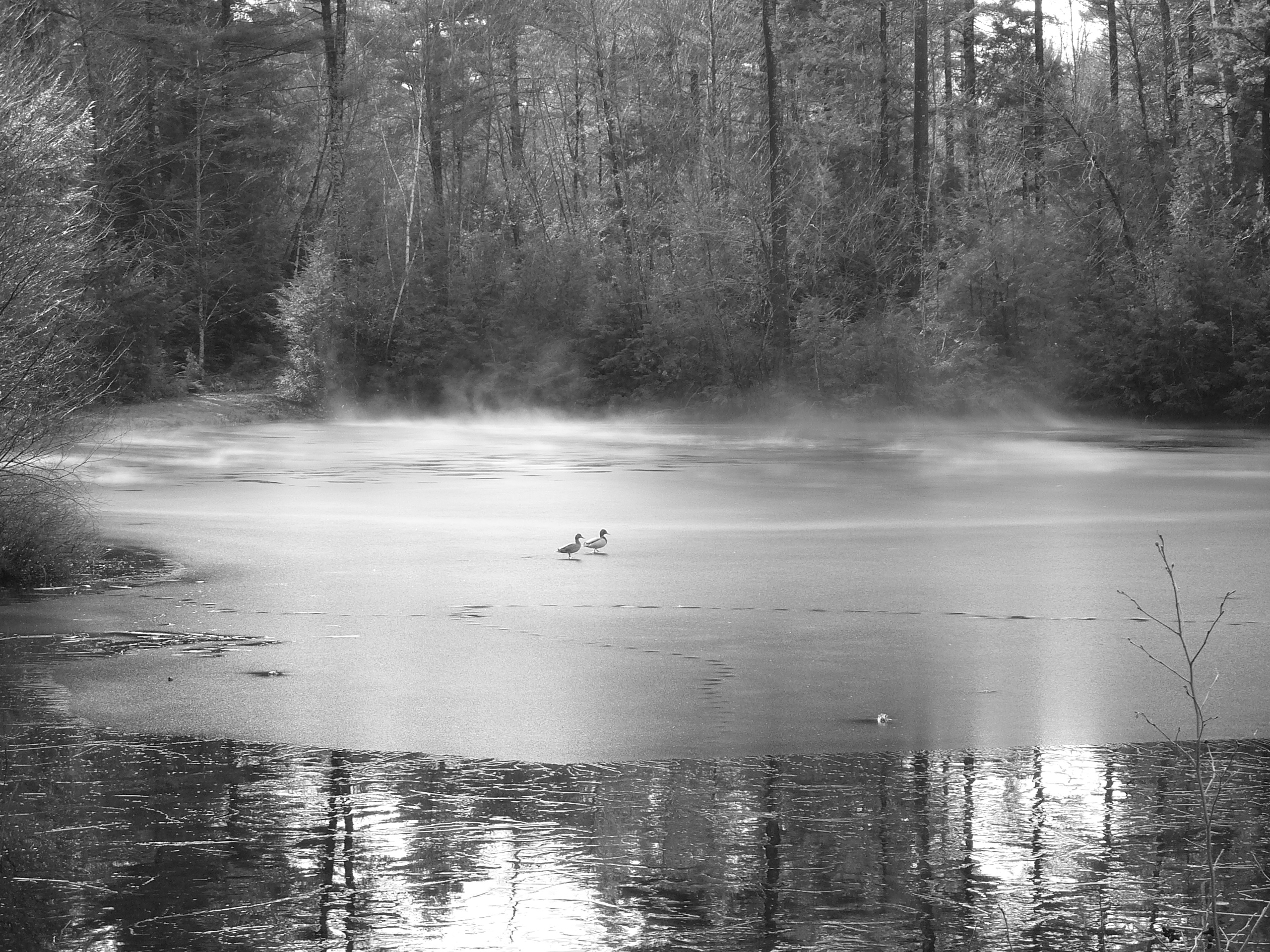
マクドゥーガル池

## 人口動態

### 2010年国勢調査
以下は2010年国勢調査による人口統計データである。
| 基礎データ - 人口: 20,798 人 - 世帯数: 8,500 世帯 - 家族数: 5,417 家族 - 人口密度: 168.1人/km2（435.3 人/mi2） - 住居数: 9,452 軒 - 住居密度: 76.4軒/km2（197.8 軒/mi2） 人種別人口構成 - 白人: 94.7% - アフリカン・アメリカン: 0.6% - ネイティブ・アメリカン: 0.4% - アジア人: 2.0% - その他の人種: 0.3% - 混血: 2.0% - ヒスパニック・ラテン系: 1.6% | 年齢別人口構成 - 18歳未満: 22.6% - 18-24歳: 8.2% - 25-44歳: 25.0% - 45-64歳: 29.0% - 65歳以上: 15.1% - 年齢の中央値: 41歳 - 性比（女性100人あたり男性の人口） - 総人口: 91.9 世帯と家族（対世帯数） - 18歳未満の子供がいる: 30.6% - 結婚・同居している夫婦: 44.7% - 未婚・離婚・死別女性が世帯主: 13.1% - 非家族世帯: 36.3% - 単身世帯: 28.9% - 65歳以上の老人1人暮らし: 11.2% - 平均構成人数 - 世帯: 2.41人 - 家族: 2.91人 |

### 2000年国勢調査
以下は2000年国勢調査による人口統計データである。
| 基礎データ - 人口: 20,806 人 - 世帯数: 8,270 世帯 - 家族数: 5,449 家族 - 人口密度: 168.1人/km2（435.3 人/mi2） - 住居数: 8,807 軒 - 住居密度: 71.1軒/km2（184.3 軒/mi2） 人種別人口構成 - 白人: 95.68% - アフリカン・アメリカン: 0.44% - ネイティブ・アメリカン: 0.31% - アジア人: 2.07% - 太平洋諸島系: 0.02% - その他の人種: 0.27% - 混血: 1.21% - ヒスパニック・ラテン系: 0.96% 年齢別人口構成 - 18歳未満: 26.7% - 18-24歳: 8.1% - 25-44歳: 29.0% - 45-64歳: 21.8% - 65歳以上: 14.4% - 年齢の中央値: 37歳 - 性比（女性100人あたり男性の人口） - 総人口: 93.5 - 18歳以上: 90.0 | 世帯と家族（対世帯数） - 18歳未満の子供がいる: 33.7% - 結婚・同居している夫婦: 48.5% - 未婚・離婚・死別女性が世帯主: 12.7% - 非家族世帯: 34.1% - 単身世帯: 27.6% - 65歳以上の老人1人暮らし: 11.7% - 平均構成人数 - 世帯: 2.48人 - 家族: 3.01人 収入と家計 - 収入の中央値 - 世帯: 34,668米ドル - 家族: 43,021米ドル - 性別 - 男性: 33,115米ドル - 女性: 24,264米ドル - 人口1人あたり収入: 16,951米ドル - 貧困線以下 - 対人口: 12.8% - 対家族数: 11.1% - 18歳未満: 17.0% - 65歳以上: 11.2% |

有権者登録数
| 無党派         | 5,496  | 40.82% |
| 民主党         | 4,546  | 33.76% |
| 共和党         | 3,003  | 22.30% |
| グリーン独立党 | 417    | 3.09%  |
| 合計           | 13,462 | 100%   |

## 消防署
サンフォード市民は、スプリングベール、サウスサンフォード、サンフォード中心街の3か所にある消防署の消防士、緊急医療チームによって守られている。消防車3台、梯子車1台、救急車1台があり、1日24時間、1年365日勤務している。承認された体制は常勤45人である。消防士はメイン州の基礎レベルから救急医療隊員レベルまで緊急医療士免許取得を求められている。2007年では火事通報1,150件、救急通報2,515件、合計3,665件に対応した。

## 見どころ
- ルイス・B・グッドール記念図書館
- サンフォード＝スプリングベール歴史協会 & 博物館
- グッドール・パーク - 野球場、サンフォード・メイナーズの本拠地、メイナーズはニューイングランド大学間野球リーグで2回優勝した実績がある

## 著名な出身者

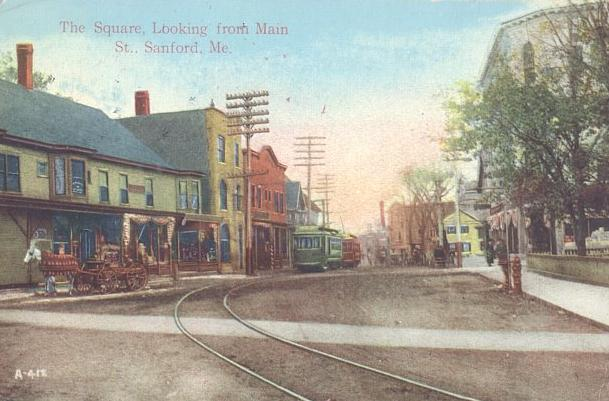
スクエア、1910年

- ジョー・リッグス、総合格闘家、UFCのベテラン